# Twierdzenie o istnieniu globalnych rozwiązań równań różniczkowych
Twierdzenie o istnieniu globalnych rozwiązań równań różniczkowych, twierdzenie o istnieniu i jednoznaczności rozwiązania wysyconego – twierdzenie dotyczące zagadnienia przedłużalności rozwiązań równań różniczkowych. Z przedłużalnością rozwiązań tych równań związane jest zagadnienie globalnego istnienia ich rozwiązania. Rozwiązania nieprzedłużalne nazywane są rozwiązaniami wysyconymi. Można wykazać, że każde rozwiązanie równania różniczkowego można przedłużyć do rozwiązania wysyconego.

## Twierdzenie
Niech {\displaystyle J\subseteq {\mathbb {R} }} i {\displaystyle \Omega \subseteq \mathbb {R} ^{n}} będą zbiorami otwartymi. Niech {\displaystyle f:J\times \Omega \longrightarrow \mathbb {R} ^{n}} będzie ciągłą funkcją spełniającą lokalny jednostajny warunek Lipschitza ze względu na drugą współrzędną, tj. dla dowolnego {\displaystyle (t_{0},x_{0})\in J\times \Omega } istnieją zbiory otwarte {\displaystyle U\subseteq J} i {\displaystyle V\subseteq \Omega } takie, że:
- {\displaystyle U\subseteq {\mbox{cl}}\ (U)\subseteq J} i {\displaystyle V\subseteq {\mbox{cl}}\ (V)\subseteq \Omega ,}
- {\displaystyle (t_{0},x_{0})\in U\times V,}
- {\displaystyle \exists L>0\ \forall t\in U\ \forall x,y\in V\ \|f(t,x)-f(t,y)\|\leqslant L\|x-y\|.}

Wówczas dla każdego {\displaystyle (t_{0},x_{0})\in J\times \Omega } istnieje dokładnie jedno niep rozwiązanie {\displaystyle u:I\longrightarrow \Omega } zagadnienia Cauchy’ego:
{\displaystyle {\begin{cases}x'(t)=f(t,x(t))\\[2pt]x(t_{0})=x_{0}\end{cases}}}
Ponadto maksymalny odcinek {\displaystyle I=(a,b)} istnienia rozwiązania jest otwarty i zachodzi następująca alternatywa:
- {\displaystyle \inf J=a} i {\displaystyle \sup J=b}

lub
- jeśli {\displaystyle a>\inf J,} to {\displaystyle \lim _{t\to a}\min \left\{{\mbox{dist}}\left(u(t),{\mbox{bd}}\ \Omega \right),\|u(t)\|^{-1}\right\}=0,}
- jeśli {\displaystyle b<\sup J,} to {\displaystyle \lim _{t\to b}\min \left\{{\mbox{dist}}\left(u(t),{\mbox{bd}}\ \Omega \right),\|u(t)\|^{-1}\right\}=0,}